# Лапчатка длинноногая
Лапча́тка длинноно́гая, или Лапчатка длинноно́жковая, или Лапчатка длинноцветоно́жковая, или Лапчатка длинночерешко́вая (лат. Potentīlla longīpes) — вид двудольных растений рода Лапчатка (Potentilla) семейства Розовые (Rosaceae). Впервые описан немецким ботаником Карлом Христианом Фридрихом фон Ледебуром в 1843 году.

## Распространение и среда обитания
Распространена в России, на Украине и в странах Центральной Азии. В России встречается в европейской части (центр, юго-восток) и в западной Сибири.
Произрастает в степях, на лугах, среди кустарников.

## Ботаническое описание
Многолетнее травянистое растение.
Побеги опушённые. Листья простые рассечённые, округлые, с зубчатым краем, размещены очерёдно.
Цветки жёлтые, пятилепестковые, размером 1—2 см, собраны в метельчатое или щитковидное соцветие.
Плод — многоорешек зелёного или бурого цвета.

## Экология
Светолюбивое, теневыносливое растение; мезофит, эвтроф.

## Значение
Выращивается как декоративное растение.

## Природоохранная ситуация
В России занесена в Красные книги Республики Удмуртия и Пермского края.